# Dolomedes facetus
Dolomedes facetus là một loài nhện trong họ Pisauridae.
Loài này thuộc chi Dolomedes. Dolomedes facetus được Ludwig Carl Christian Koch miêu tả năm 1876.